# 황금주머니
《황금주머니》는 2016년 11월 14일부터 2017년 6월 1일까지 방송된 문화방송 일일 특별기획 드라마다.

## 기획 의도
번듯한 결혼을 위해 본의 아니게 돈을 주고 가짜 부모를 만들었던 주인공이 그들과 진짜 가족이 된다는 유쾌한 가족드라마

## 등장인물

### 주요 인물
- 진이한 : 한석훈/금한돌/윤준상 역 (아역 : 최승훈)
- 류효영 : 금설화 역

### 윤준상 가족
- 서우림 : 은갑자 역
- 지수원 : 모난설 역 (젊은 시절: 서혜진)
- 차광수 : 윤재림 역
- 이선호 : 윤준상/강신우 역 (아역 : 송준희)
- 나인우 : 윤지상 역
- 정다원 : 송진주 역

### 금설화 가족
- 안내상 : 금정도 역
- 오영실 : 김추자 역
- 홍성미 : 금두나 역
- 백서이 : 금세나 역
- 미상 : 한돌이 역

### 배민희 가족
- 유혜리 : 사귀정 역
- 손승우 : 배민희 역
- 이용주 : 배민규 역

### 그 외 인물
- 송유안 : 신유나 역
- 민준현 : 최실장 역
- 이시훈 : 김군 역
- 이성호
- 장시우
- 신정윤
- 이종구
- 김광태
- 서주아
- 안현정
- 차상미
- 최교식
- 서광재
- 허선행
- 정종현
- 이지선
- 정현석 : 송차장 역
- 최윤준
- 박대규
- 지성근
- 한여울
- 김광인 : 의사 역
- 김민채
- 김문호
- 최남욱
- 정미혜
- 김희라 : 사귀정 채권자 역
- 김미혜
- 정수인
- 박성균
- 백민
- 강찬양
- 박진수
- 박건락
- 최은석
- 최영
- 고진명
- 임성표
- 백윤흠
- 조아진
- 최나무
- 최효현
- 김태영
- 강필선
- 차민혁
- 진현광
- 신재이
- 안성건
- 전여진
- 오진하
- 안수빈
- 이수련
- 이창
- 전수연
- 이명준
- 현정철
- 강정구
- 진현광
- 최재호 : 강필두 역
- 장문규
- 이설구
- 권정현
- 박재홍
- 김유진
- 인성호
- 조성희
- 홍서준
- 전해룡
- 임재근
- 강민정
- 성현미
- 김상우
- 정다원 : 송진주 역
- 김지현
- 정자영
- 김지선
- 김지은 : 석훈 비서 역
- 김주환
- 조정문
- 강성한
- 이수빈
- 김혜림
- 강철성

## 결방 사유 및 연장
- 2016년 12월 9일 : 특집MBC뉴스데스크 방송으로 인해 결방
- 2017년 1월 26일 : 미씽나인 다시보기 방송으로 인해 결방[2]
- 2017년 1월 27일 :<< 역적 :백성을 훔친 도적>> 서막 방송으로 인해 결방[3]
- 2017년 1월 30일 : 설특집 오빠생각 편성으로 결방
- 2017년 2월 6일 ~ 2월 15일 : MBC 특집 대선주자를 검증한다 방송으로 인해 결방
- 2017년 3월 10일 : MBC 긴급대담 방송으로 인해 결방[4]
- 2017년 3월 27일 : 역적 : 반격의 시작 방송으로 인해 결방
- 2017년 4월 24일 : 제 19대 대통령 선거 방송 연설 관계로 8시 50분에 방송 됨
- 2017년 4월 27일 : 제 19대 대통령 선거 방송 연설 방송 관계로 9시 25분에 방송 됨
- 2017년 4월 28일 : 중계방송 제 19대 대통령선거 후보자 토론회 2차 방송으로 인해 결방
- 2017년 5월 2일 : 중계방송 제 19대 대통령선거 후보자 토론회 3차 방송으로 인해 결방
- 2017년 5월 3일 : 미스터리 랭크쇼 123 방송으로 인해 결방[5]
- 2017년 5월 8일 : 제 19대 대통령선거 방송연설로 인해 결방
- 2017년 5월 9일 : 2017 대선 개표방송 인해 결방
- 2017년 5월 10일 : MBC 특별 대담 - 새 대통령에게 바란다 방송으로 인해 결방[6]
- 2017년 5월 26일 : 2017 FIFA U-20 월드컵 코리아 대한민국 VS 잉글랜드 축구 중계방송으로 인해 결방[7]
- 2017년 5월 30일 : MBC 스포츠 2017 FIFA U-20 월드컵 코리아 축구 중계방송으로 인해 결방[8]
- 황금주머니 방영 분량이 120부작에서 2회 연장되어 122부작으로 변경 및 확정되었다.

## 수상
- 2017년 MBC 연기대상 연속극 부문 남자 황금 연기상 안내상